# Liesjärvi (sjö i Jämsä, Mellersta Finland)
Liesjärvi är en sjö i kommunen Jämsä i landskapet Mellersta Finland i Finland. Sjön ligger 114 meter över havet. Den är 10,98 meter djup. Arean är 1,35 kvadratkilometer och strandlinjen är 7,88 kilometer lång. Sjön  ingår i Kymmene älvs huvudavrinningsområde.   Den ligger omkring 51 kilometer sydväst om Jyväskylä och omkring 200 kilometer norr om Helsingfors. 